# Een speeldoos
Chansons représentant les Pays-Bas au Concours Eurovision de la chanson
Katinka
(1962) Jij bent mijn leven
(1964)
Een speeldoos (« Une boîte à musique »), ou Speeldoos, est une chanson écrite par Pieter Goemans et interprétée par la chanteuse néerlandaise Annie Palmen, sortie en 1963 en single 45 tours.

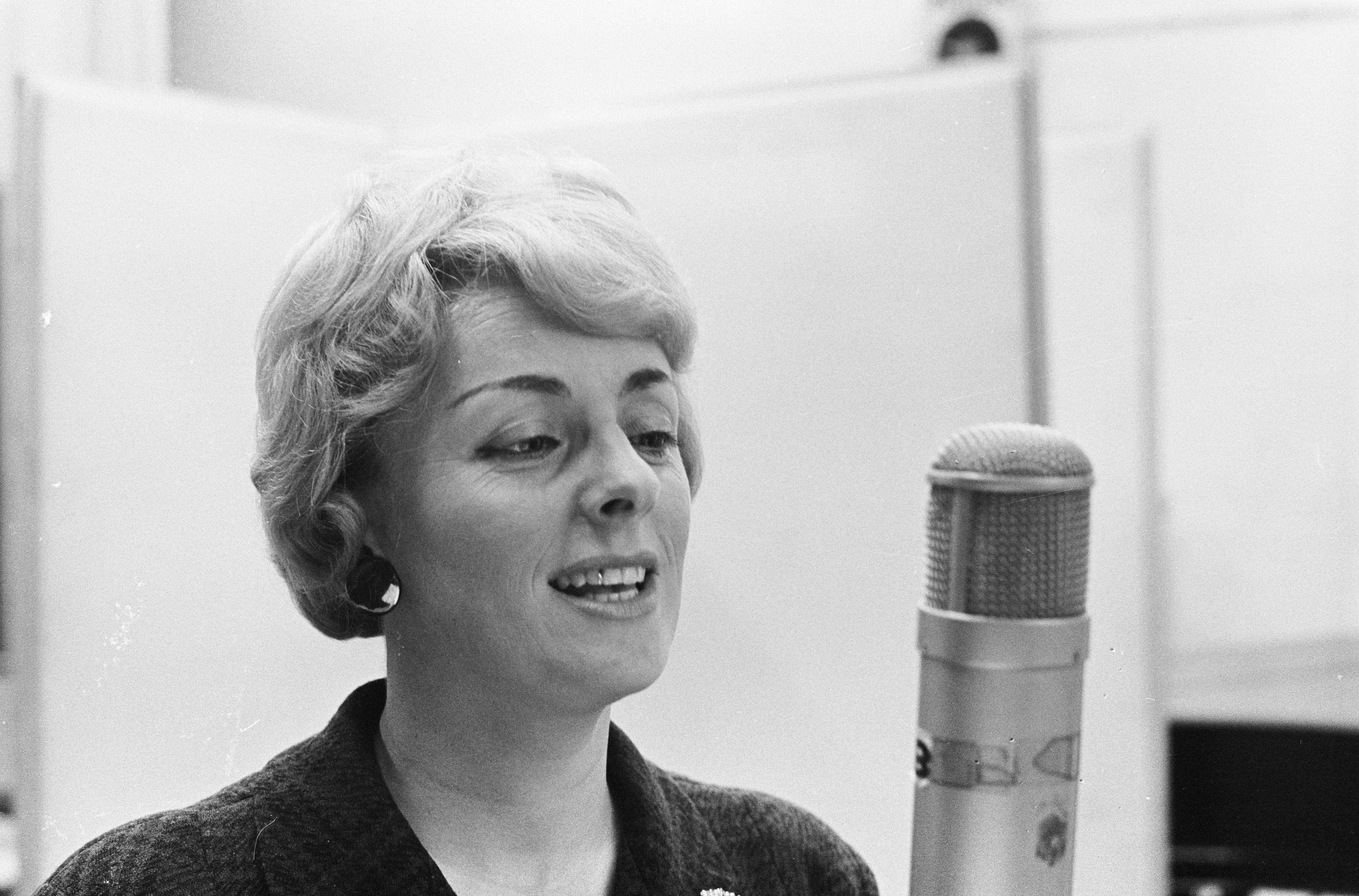
Annie Palmen a enregistré la chanson sélectionnée pour le Concours Eurovision de la Chanson au Phonogram Studio à Hilversum

C'est la chanson représentant les Pays-Bas au Concours Eurovision de la chanson 1963 le 23 mars à Londres.

## À l'Eurovision

### Sélection
La chanson est sélectionnée le 23 janvier 1963 par la NTS au moyen du Nationaal Songfestival 1963, alors sous le titre « Geen ander » (« Personne d'autre »).
Le titre de la chanson « Geen ander », sera changé en « Een droombeeld » avant d'être renommé de nouveau pour sa version finale en « Een speeldoos », cette version est finalement retenue pour représenter les Pays-Bas au Concours Eurovision de la chanson 1963 le 23 mars à Londres.

### À Londres
La chanson est intégralement interprétée en néerlandais, langue officielle des Pays-Bas, comme le veut la coutume avant 1966. L'orchestre est dirigé par le Britannique Eric Robinson.
Een speeldoos est la deuxième chanson interprétée lors de la soirée du concours, suivant Say Wonderful Things de Ronnie Carroll pour le Royaume-Uni et précédant Marcel de Heidi Brühl pour l'Allemagne.
À l'issue du vote, elle n'obtient aucun point, se classant 13e et dernière — à égalité avec Solhverv d'Anita Thallaug pour la Norvège, Muistojeni laulu de Laila Halme pour la Finlande et En gång i Stockholm de Monica Zetterlund pour la Suède — sur 16 chansons,.

## Liste des titres
| A1. | Een speeldoos | Pieter Goemans                        |  |
| B1. | Bij jou       | Johan Hendrik Holshuysen, Karel Prior |  |

## Historique de sortie
| Pays     | Date | Format   | Label   |
| -------- | ---- | -------- | ------- |
| Pays-Bas | 1963 | 45 tours | Philips |